# Mustafa Memeti
Pour les articles homonymes, voir Mustafa.
Mustafa Memeti, né le 20 août 1962 à Žujince, au sud de la Serbie, est un imam, président de l'Association musulmane de Berne et de l'Association islamique albanaise de Suisse.

## Biographie
Quatrième d'une famille conservatrice d'origine albanaise de huit enfants (son père et son grand-père étaient eux aussi imams), Mustafa Memeti suit sa scolarité obligatoire à Žujince. À l'âge de 13 ans, il se rend dans le monde arabe pour étudier le droit Islamique et l'hadithologie, d'abord en Syrie et en Tunisie, puis en Arabie saoudite à l'Université islamique de Médine.
En 1991, il fuit définitivement la guerre en Yougoslavie pour la Suisse. Il se fait naturaliser en 2005.
Il est un des promoteurs de la Maison des religions à Berne, inaugurée en 2014.
Il a achevé une formation d'aumônier à la Faculté de théologie de l'Université de Berne et exerce à ce titre à l'établissement pénitentiaire de Thorberg. Il préside par ailleurs l'Association islamique albanaise de Suisse.
Représentant d'un islam modéré, considérant notamment que le port de la burqa n'a aucun fondement théologique, il est victime de menaces et d'une fatwa en 2015. Il plaide pour un contrôle des mosquées, et pour la formation des imams en Suisse. En 2016, il salue l'adoption par le Conseil national d'une initiative parlementaire visant à interdire de se dissimuler le visage en Suisse et, en 2021, il se prononce en faveur de l'initiative populaire « Oui à l'interdiction de se dissimuler le visage ».

### Distinction
En 2014, l'hebdomadaire suisse alémanique Sonntagszeitung l'élit Suisse de l'année, notamment pour sa lutte pour la cohabitation pacifique des communautés religieuses et contre l'extrémisme.

### Vie privée
Mustafa Memeti est marié et père de trois enfants. Il vit dans l'agglomération de Berne.